# شهرستان پیرس (جورجیا)
شهرستان پیرس، جورجیا (به انگلیسی: Pierce County, Georgia) یک سکونتگاه مسکونی در ایالات متحده آمریکا است که در جورجیا واقع شده‌است.

## خصوصیات
شهرستان پیرس ۸۹۰٫۹۶ کیلومترمربع مساحت دارد.